# Wish You Were Here (альбом Pink Floyd)
Wish You Were Here (укр. Жаль, що тебе тут немає) — дев'ятий студійний альбом британського рок-гурту Pink Floyd, виданий у вересні 1975 року. Матеріал для платівки збирали під час концертного туру по Європі, а запис після множинних сесій було здійснено у лондонській студії Еббі Роуд.
Wish You Were Here зачіпає теми відчуження, проблеми музичної індустрії та особистість колишнього учасника гурту Сіда Барретта, який залишив колектив через нестабільність психічного стану, яку спричинили зловживання наркотиками. Перші сесійні записи давались важко та проходили в напруженому режимі, концепцію альбому запропонував Роджер Вотерс, вирішивши розділити головну композицію «Shine On You Crazy Diamond» на дві частини та додати до неї ще три нові пісні. Заголовна пісня стала даниною поваги до Барретта, який за іронією долі експромтом відвідав студію прямо під час запису. Візит виявився настільки несподіваним, і зовнішність музиканта так сильно змінилася, що учасники гурту не одразу визнали в ньому свого старого товариша.
Так само, як і в попередній своїй роботі, альбомі The Dark Side of the Moon, музиканти використовували різні студійні ефекти та синтезатори. На роль вокаліста пісні «Have a Cigar» спеціально був запрошений Рой Гарпер. Оформлювачем обкладинки альбому знову виступив Сторм Торґерсон, розробкою оригінального дизайну займалася студія Hipgnosis. Презентація відбулась на музичному фестивалі в місті Небворт (графство Гартфордшир), кількома місяцями пізніше у вересні відбувся реліз. Одразу ж з моменту видання альбом став настільки популярним, і попит на нього виявився настільки великим, що звукозаписувальна компанія EMI не встигала штампувати копії платівки для всіх охочих її придбати. Отримавши стримані відгуки, журнал Rolling Stone все ж таки поставив альбом на 209-е місце в списку п'ятисот найкращих альбомів усіх часів. Річард Райт та Девід Гілмор назвали Wish You Were Here своїм улюбленим альбомом, записаним у складі Pink Floyd.

## Підґрунтя
В 1974 році музиканти активно гастролювали по Англії та Франції, організовуючи безліч концертів на підтримку виданого роком раніше альбому The Dark Side of the Moon. У той час у репертуарі Pink Floyd з'явилися три нові пісні: «Raving and Drooling», «Gotta Be Crazy» і «Shine On You Crazy Diamond», які під час туру активно виконували, і вони мали стати основою майбутньої платівки. Учасники гурту не запрошували журналістів, не давали інтерв'ю та взагалі старалися дистанціюватися від преси. Складні взаємини із засобами масової інформації переважно були продиктовані цинічними та жовчними статтями, написаними Ніком Кентом та Пітом Ірскіном, оглядачами музичного журналу NME — журналісти піддавали жорстокій критиці весь новий матеріал, записаний без участі Сіда Барретта. У перший тиждень нового 1975 року музиканти повернулися на студію Еббі Роуд та взялися за роботу.

## Концепція
Wish You Were Here — це другий альбом, концепція якого повністю була розроблена Роджером Вотерсом, тексти пісень відобразили його занепокоєння з приводу втрати атмосфери товариства та братства, що супроводжувала групу на ранньому етапі розвитку.
Альбом також критикує усталений музичний бізнес. Одразу після «Shine On» триває пісня «Welcome to the Machine», яка починається звуком відкривання дверей автомобіля, що символізує, як вважає Вотерс, музичні відкриття та знахідки, підло віддані жадібною до грошей індустрією. Пісня закінчується звуками галасливої вечірки, що на думку автора вказує на «недостатність відносин та щирих почуттів між людьми». Композиція «Have a Cigar» подібним же чином виявляє зневагу до «грошових мішків» звукозаписних компаній, присутня в ній лірика рясніє характерними алегоріями та кліше, наприклад, «ми збилися з рахунку» (англ. we can hardly count), «ми називаємо це загрібання грошей» (англ. we call it riding the gravy train) та «до речі, який із вас Пінк ?» (англ. oh by the way, which one's Pink?)   — питання, що задається учасникам групи при кожній нагод. Текст пісні «Wish You Were Here» описує не стільки гнітючий стан Барретта, скільки розвиток особистості Вотерса, як стверджував сам автор, вона про «протиборство двох сторін» його власного суперечливого характеру: співпереживаваючого[що?] ідеаліста та «хваткого, жадібного, егоїстичного хлопчини, який мріє дорватися до солодощів і всі їх з'їсти»; образ «сталевого рейки» (англ. steel rail) був узятий з пісні Баррета «If It's In You» з альбому The Madcap Laughs. Платівка закінчується репризою до «Shine On» та інструментальною партією у фіналі.

## Історія створення
«Це був дуже важкий час, повинен сказати. Всі дитячі мрії ніби як сповнились, наші платівки в усьому світі продаються найкращим чином, і ми можемо дозволити собі все, що завгодно. Жінки, гроші, слава і все з цього випливає... все само собою йшло до нас в руки, тому довелося переоцінювати себе у відповідності з поточним станом речей, ситуація була досить неясною, і деякий час всі перебували в розгубленості...»
Зведенням попереднього альбому гурту займався Алан Парсонс, штатний звукорежисер компанії EMI, але цього разу він відмовився від участі в проєкті (переважно через успіх свого власного гурту The Alan Parsons Project). Тому музикантам довелося працювати з Браяном Гамфрісом, який до цього вже двічі співпрацював з Pink Floyd: перший раз в 1969 році над записом саундтрека до фільму More та другий раз у 1974-му, коли на одному з концертів замінив недостатньо кваліфікованого звукоінженера. Гамфріс був цілком компетентним фахівцем, проте на студії Еббі Роуд він опинився вперше, і через це в процесі зведення виникли деякі труднощі. Сама курйозна з пригод сталася на ранньому етапі запису, коли через неуважність він зіпсував усі фонограми пісні «Shine On You Crazy Diamond», які Вотерс та Мейсон доводили до ідеалу впродовж багатьох годин. Велика частина композицій виявилася накритою гучною луною, тому довелося все переписувати заново.
Приступивши до роботи у «Студії 3», гурт з самого початку зіткнувся з проблемою переробки накопиченого матеріалу: попередній успішний альбом The Dark Side of the Moon спустошив всіх учасників гурту як фізично, так і емоційно. Говорячи про перші сесії, Річард Райт схарактеризував те, що відбувалось «початком неясності», а Роджер Вотерс назвав цей час «болісним». Барабанщик Нік Мейсон вважав процес багатодоріжечного запису тривалим та виснажливим, а Девід Гілмор взагалі скоріше був зацікавлений в удосконаленні вже існуючого матеріалу, ніж у написанні чогось нового. Крім того, все сильніше та сильніше ускладнювалися відносини між ним і Мейсоном, який через невдалий шлюб перебував у стані апатії, відчуженість та розчарування істотно позначалися на манері його гри. Мейсон також зазначив, що тодішній стан Pink Floyd вельми точно визначила груба викривальна стаття Ніка Кента, опублікована в журналі New Musical Express, ця критика сильно вплинула на музикантів та можливо саме вона утримала гурт від розпаду.
Тим не менш, після декількох тижнів застою Вотерс таки почав втілювати в життя нові ідеї. Три композиції, що народилися під час туру 1974 року, були відмінним стартом для запису альбому, а пісня «Shine On You Crazy Diamond» так і просилася стати головною ланкою концепції нової платівки. Великою мірою інструментальна, ця пісня тривала 26 хвилин на кшталт «Echoes» та починалася чотиринотною гітарною партією, яка нагадувала Вотерсу «стомлену примару» колишнього учасника Pink Floyd Сіда Барретта. Гілмор склав цю музичну фразу зовсім випадково, але був заохочений позитивним відгуком Вотерса. Вотерс вирішив розділити головну звукову доріжку навпіл, а всі інші пісні помістити між двома її частинами. Гілмор був проти цього, проте йому довелося змиритися, оскільки двоє інших учасників гурту задум підтримали. Пісні «Welcome to the Machine» і «Have a Cigar» містили в собі завуальовану критику музичної індустрії, крім того, їх текст спеціально писали в тій же манері, що й «Shine On» — таким чином Вотерс прагнув натякнути на причини злету та падіння Барретта: «Оскільки я хотів підібратися як можна ближче до того, що відчув … такою собі невимовної, невідворотної меланхолії з приводу зникнення Сіда». Запис тривав понад сім місяців з двома перервами: один у квітні 1975 року, інший в червні. Пісням «Raving and Drooling» і «Gotta Be Crazy» на новому альбомі місця не знайшли, тому вони були відкладені до майбутніх релізів.

### Особливості композицій
- «Shine On You Crazy Diamond» починається з протяжної інструментальної преамбули, тривалістю у вісім хвилин тридцять секунд, і тільки після неї йшов текст пісні. Пісня, головним чином, присвячена Сіду Барретту, який через проблеми з наркотиками та психічним здоров'ям кількома роками раніше був змушений гурт покинути. За допомогою музики та текстів Вотерс хотів передати весь смуток, пов'язаний з відсутністю Барретта, назвавши його «божевільним діамантом»[10].

### «Божевільний діамант»

Сід Барретт, який відвідав студію Еббі Роуд 5 червня 1975 року.

Найбільш пам'ятна подія під час запису відбулася 5 червня 1975 року, коли студію несподівано відвідав Сід Барретт (якраз на цей день було заплановано святкування весілля Гілмора). До того часу музиканти вже закінчували альбом та готувалися вирушати в другий у цьому році тур по США. Гурт працював над заключним варіантом пісні «Shine On», коли на порозі студії раптово з'явився повний чоловік з поголеною налисо головою (включаючи брови), що тримає в руці поліетиленовий пакет. Учасники Pink Floyd не бачили Барретта більше п'яти років і його зовнішність так сильно змінилася, що ніхто з присутніх його не впізнав. Вотерс не звернув на відвідувача ніякої уваги, Райт подумав, що ця людина — друг Вотерса, але через деякий час все ж зрозумів, що це Баррет. Гілмор при зустрічі припустив, що це один з технічних працівників компанії EMI, Мейсон також не впізнав старого друга і був шокований, коли Гілмор сказав йому. У своїй книзі «Вздовж та впоперек: Особиста історія Pink Floyd» (2005) Мейсон характеризує мову Барретта як «незв'язну і не цілком осмислену». Сторм Торгерсон пізніше описав зустріч Барретта так: «Роджер і Дейв плакали. Він присів та деякий час поговорив з іншими, але було зрозуміло, що думки його насправді не тут».
Вотерс був вкрай засмучений зовнішнім виглядом свого колишнього товариша по гурту, а менеджер Ендрю Кінг, що знаходився на студії, поставив питання про зайву вагу. Барретт відповів, що у нього на кухні стоїть великий холодильник, і він їсть дуже багато свинячих відбивних. Разом з гуртом він прослухав «Shine On You Crazy Diamond», сидячи нерухомо до кінця пісні. Дослухавши, Барретт сказав (попри те, що альбом був вже практично завершено), що якщо знадобиться, то він завжди готовий допомогти. Пізніше він приєднався до гостей, які святкували весілля Гілмора, і, побувши деякий час в кафетерії, не попрощавшись, пішов. Відтоді ніхто з учасників Pink Floyd Барретта не бачив, аж до його похорону в 2006 році. Альбом до того часу був вже практично закінчений, тому раптова поява Сіда Барретта не вплинула на музику та текст. Лише на сам кінець диску була додана мелодія з пісні «See Emily Play», яку награє Райт протягом декількох секунд.

### Інструменти
Також як і в The Dark Side of the Moon музиканти під час запису головним чином застосовували різні синтезатори (зокрема, EMS VCS 3 у пісні «Welcome to the Machine»), розбавлені акустичною гітарою Гілмора та ударними Мейсона. Початок «Shine On» містить фрагменти минулих нереалізованих студійних записів гурту, відомих під назвою «Household Objects». В основі цього проєкту лежало здобуття специфічного звуку використанням келихів для вина, заповнених різною кількістю рідини. Спочатку по кромці кожного з келихів проводили пальцем для створення звуків гами, а потім у певній послідовності додали їх до вступу «Shine On».
У сусідній студії будівлі працювали джазовий скрипаль Стефан Граппеллі та класичний скрипаль Ієгуді Менухін і їх запросили взяти участь у запису невеличкого фрагменту нового альбому. Менухін у підсумку лише дивився, як грає Граппеллі, але музиканти визнали його стиль недоречним у загальній концепції цієї пластинки. Граппеллі не було згадано в титрах (учасники гурту побоялися, що подібне може його образити), однак за роботу він отримав £300 (£1900 по курсу 2009 року). Знову в створенні платівки взяв участь саксофоніст Дік Перрі, виконавши партію в «Shine On You Crazy Diamond». Перші секунди пісні «Wish You Were Here» записували за допомогою автомобільного радіоприймача Гілмора, імітували настройку на потрібну хвилю (при цьому на початку пісні деякий час чутно як звучить фінал Четвертої симфонії Чайковського).

### Вокал
Через те, що роботу над альбомом двічі переривали концертними турами по США, а фінальні сесії відбувалися після виступу на фестивалі в Небворті, у Вотерса в самий останній момент виникли серйозні проблеми з голосом. Він щосили намагався записати вокал для пісні «Have a Cigar», але голосові зв'язки були повністю виснажені після зведення «Shine On» і під час множинних спроб у нього ніяк не виходило взяти необхідний діапазон. Тоді виконати пісню попросили Гілмора, але той відмовився, у такий спосіб «виразивши невдоволення» текстом. У підсумку на заміну був запрошений друг і колега Pink Floyd Рой Гарпер, чий імідж хіпі та малі тиражі платівок здалися музикантам найпридатнішими для критики «всепоглинаючої рок-машини». Гарпер в цей час якраз записувався в сусідньому приміщенні студії Еббі Роуд і без питань погодився, тим більше, що до цього Гілмор вже допомагав йому із записом кількох гітарних партій для альбому H.Q.. Вотерс згодом пошкодував про рішення задіяти стороннього співака, сказавши, що пісню йому слід було виконати самому. Із запрошених музикантів на студію також викликали групу бек-вокалісток The Blackberries — Вінетту Філдс та Карліну Вільямс, які взяли участь у запису деяких фрагментів «Shine On».

## Обкладинка та ілюстрації

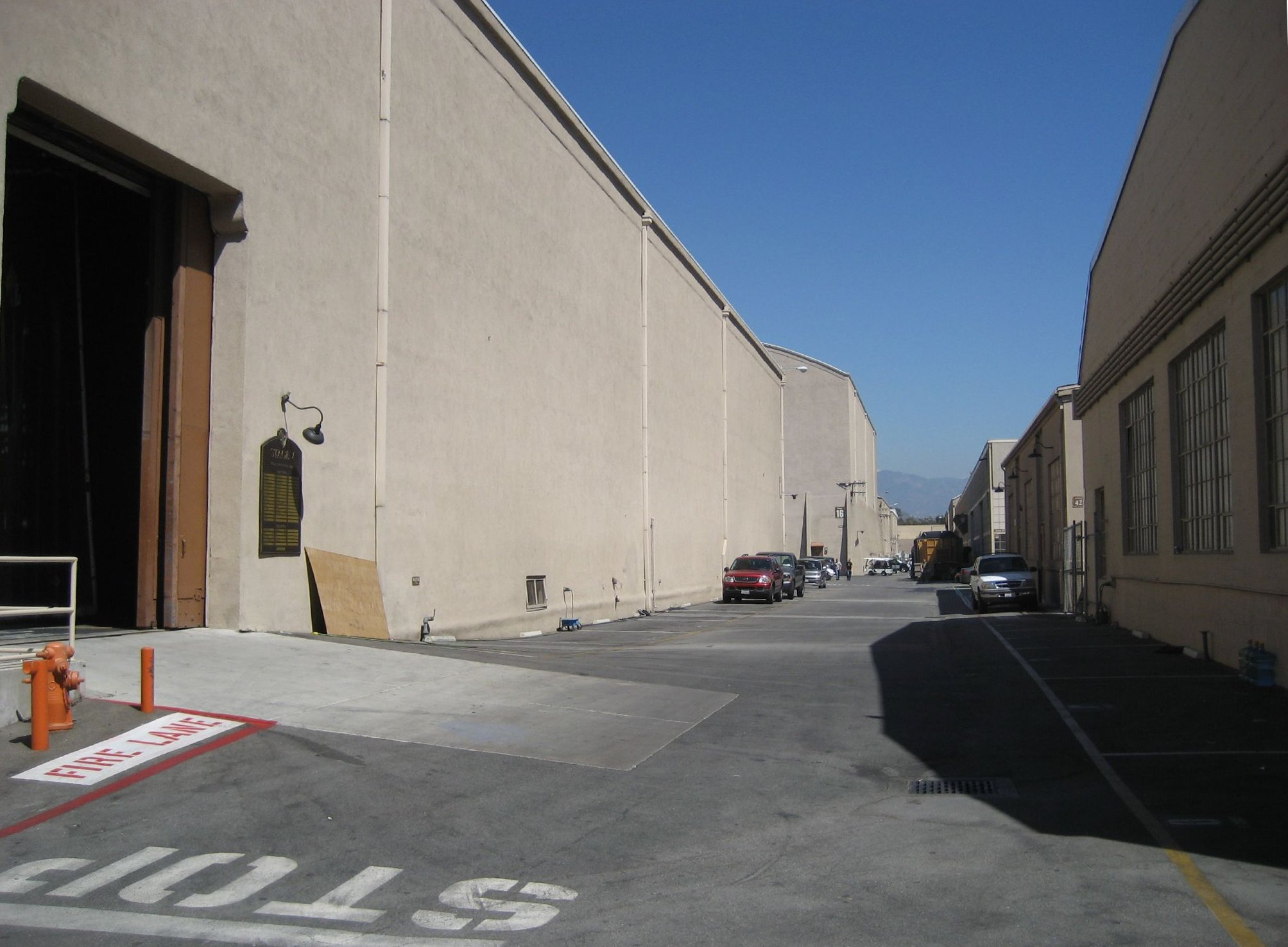
Частина комплексу студій Warner Brothers, де знімалася фотографія для головної обкладинки

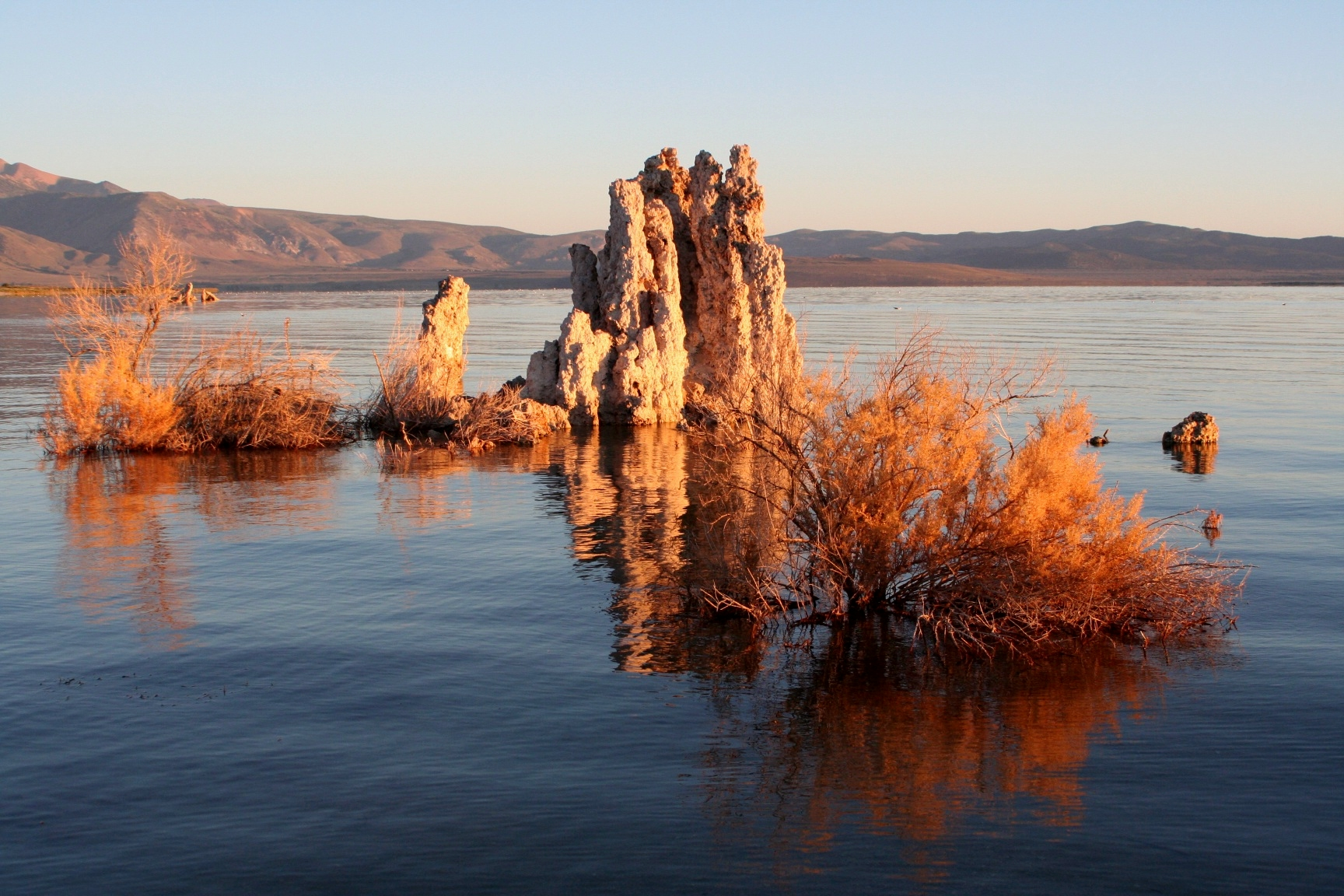
Озеро Моно, Каліфорнія

Wish You Were Here постачали на прилавки в достатньо цікавій упаковці, яку спеціально розробила дизайнерська студія Hipgnosis. Сторм Торгерсон, засновник та директор цієї студії, супроводжував Pink Floyd під час концертного туру 1974 року та достатньо серйозно підійшов до осмислення нового матеріалу, вирішивши в підсумку, що головна тема пісень полягає скоріше у «відсутності» Барретта, ніж у його психічному нездоров'ї. Ця ідея народилася під час довгого колективного обговорення безпосередньо з самими учасниками гурту. В Америці Сторм зауважив, що в музичних магазинах копії диску Roxy Music Country Life продавали загорнутими в непрозорий зелений целофан, щоб приховати від очей підлітків фотографію двох моделей з відкритими грудьми, що його прикрашали. Це наштовхнуло Торгерсона на думку помістити візуальне рішення Wish You Were Here у схожу чорну або синю оболонку так, що сама обкладинка буде «відсутня». Таким чином, можна домогтися ефекту двох обкладинок: одна для публіки і одна для торгівлі.
Для передачі змісту пісень «Welcome to the Machine» і «Have a Cigar» дизайнер Джордж Гарді розробив стикер із зображенням двох механічних рук, що злилися в рукостисканні на тлі чотирьох стихій: вогню, води, землі та повітря. Стикер наклеювали на чорну оболонку, і вже під нею містилася сама обкладинка, в якій лежала платівка. На головній обкладинці було зображено бізнесмена, що потискує руку свого палаючого двійника (або іншого бізнесмена). Ця сцена на думку авторів була повинна символізувати ту обставину, що люди, через острах «згоріти», часто намагаються приховати свої справжні почуття. Поняття «згоріти» на сленгу музичного бізнесу часто вживають до виконавців, яких обдурили з виплатою авторських гонорарів. Для втілення цієї сцени були запрошені два професійних каскадери: Ронні Ронделл та Денні Роджерс, один з яких одягнув піджак з штанами поверх вогнетривкого костюма. Його голова була захищена спеціальною відлогою, а підпалювали надіту зверху легкозаймисту перуку. Знімок був зроблений на території кіностудії Warner Brothers у Лос-Анджелесі. При постановці вітер спочатку дув не в тому напрямку і язики полум'я потрапляли прямо в обличчя Ронделла, опікаючи вуса каскадера, тоді було ухвалено рішення поміняти бізнесменів місцями і зробити знімок так, а пізніше фото дзеркально обернули.
Фотографія з бізнесменами відображала одну зі стихій — вогонь. На зворотній стороні альбому були зображені пустеля і безликий комівояжер, який за словами Торгерсона «продає свою душу». У людини відсутні гомілки і зап'ястя, на думку автора ця обставина повинна була показати, що на фото зовсім не людина, а порожній костюм. Зображення символізувало бездушних продюсерів музичної індустрії і відображало стихію землі (знімок був зроблений серед пустелі Юма в Каліфорнії). На розвороті були присутні фотографії червоної вуалі (і ледь помітний жіночий силует під нею), піднятої в повітря вітром (графство Норфолк), і водолаза, що занурюється у воду без бризок (озеро Моно). Фотографії відображали стихії повітря і води відповідно, певною мірою підтримуючи загальну атмосферу «відсутності». Директорам Columbia Records не сподобалася ідея про чорну оболонку, вони наполягли, щоб у Сполучених Штатах альбом продавали в темно-синій упаковці. Керівництво EMI було менш вимогливим до зовнішнього вигляду пластинки, тому для розповсюдження на території Великої Британії колір був залишений чорним. Самі учасники гурту були вельми задоволені отриманим візуальним виконанням альбому, під час презентації представлений зразок диска викликав цілу хвилю оплесків. Крім того, в США був змінений дизайн обкладинки: якщо в англійському варіанті палаючий чоловік нахилявся вперед в рукостисканні, то в американській версії він відхилявся назад.

## Реліз і відгуки критиків
Багато з пісень Wish You Were Here були представлені громадськості 5 липня 1975 року на музичному фестивалі, що проходить у місті Небворт (графство Гартфордшир). Концерт було зіпсовано через непередбачені обставини, і, в цілому, він пройшов невдало. Досить неприємний інцидент стався з Роєм Гарпером, який у припадку люті розбив скло одного з фургонів Pink Floyd через те, що хтось вкрав його сценічний костюм. Перед початком виступу над полем з глядачами мали пролетіти два літаки Спітфайр часів Другої світової війни, але через поганий зв'язок літаки вилетіли занадто рано, і музиканти, не встигнувши належним чином налаштувати устаткування, змушені були почати грати раніше. В ході концерту виникли серйозні проблеми з електропостачанням, через що клавіші Райта звучали зовсім не так, як повинні були (при найменшому збільшенні гучності вони починали сильно фальшивити, не потрапляючи в тон). Зрештою роздратований музикант покинув сцену, але через деякий час повернувся з менш чутливим інструментом, щоб взяти участь у виконанні пісень з альбому The Dark Side of the Moon. До всього іншого, музичних критиків, присутніх на фестивалі, не пустили за лаштунки, тому перші нариси про новий матеріал гурту носили негативний характер.
Офіційний реліз альбому відбувся у Великій Британії 12 вересня 1975 року та днем пізніше в США. У перший тиждень після видання в Британії було продано 250 000 копій платівки та досягнутий перший рядок в чарті, через таку несподівану популярність першої партії альбомів виявилося недостатньо (компанія EMI змогла задовольнити попит серед охочих придбати альбом лише на 50 %). Щодо американського видання надійшло близько 900 000 замовлень (найуспішніший реліз Columbia Records), завдяки чому вже на другому тижні альбом досяг першого рядка в чарті Billboard 200. Аж до 1991 року Wish You Were Here залишався самим продаваним альбомом Pink Floyd, однак авторитетні музичні видання висловлювалися про нього неоднозначно. Роберт Крістгау був налаштований більш позитивно, написавши що «…ця музика, де синтезатор використовують лише як фактуру, а гітарні програші[що?] виконують роль додаткових коментарів, є не просто щирою і привабливою, вона також має повне право називатися симфонічною; на відміну від альбому The Dark Side of the Moon, в якому цей ефект виглядав явно штучним». Огляд тижневика Melody Maker, тим не менш, виявився негативним: «З якого боку не підійди, Wish You Were Here зі своєю гіпертрофованою щирістю у будь-якому випадку звучить непереконливо, демонструє крайню недостатність фантазії по всім напрямкам».

## Учасники запису
| Pink Floyd - Девід Гілмор — вокал, гітара, леп-стіл гітара, EMS Synthi AKS, клавішні, ефекти - Роджер Вотерс — вокал, бас-гітара, гітара, VCS 3, ефекти - Річард Райт — клавішні, бек-вокал, EMS VCS 3, клавінет, бек-вокал - Нік Мейсон — ударні, ефекти Додаткові музиканти - Дік Перрі — саксофон в «Shine On You Crazy Diamond» - Рой Гарпер — вокал в «Have a Cigar» - Вінетта Філдс і Карліна Вільямс — бек-вокал в «Shine On You Crazy Diamond» | Технічний персонал - Браян Гамфріз — звукорежисер; - Пітер Джеймс — асистенти звукорежисера; - Філ Тейлор — додатковий фотомонтаж; - Hipgnosis — дизайн, фотографії; - Пітер Крістоферсон, Джефф Сміт, Говард Бертроп і Річард Меннінг — помічники; - Джордж Гарді — графіка; - Джил Фурмановскі — додатковий фотомонтаж; - Джеймс Гатрі — продюсер ремастеринга; - Даг Сакс — ремастеринг; |

## Позиції в чартах і сертифікації
| Чарт            | Найвища позиція |
| --------------- | --------------- |
| Австралія       | 1               |
| Австрія         | 2               |
| Велика Британія | 1               |
| Італія          | 1               |
| Канада          | 14              |
| Нідерланди      | 1               |
| Німеччина       | 4               |
| США             | 1               |
| Фінляндія       | 2               |
| Швеція          | 14              |

| Країна                | Сертифікація |
| --------------------- | ------------ |
| Австралія (ARIA)      | 7×Платиновий |
| Австрія (IFPI)        | 2×Платиновий |
| Аргентина (CAPIF)     | Золотий      |
| Велика Британія (BPI) | 2×Платиновий |
| Канада (CRIA)         | 3×Платиновий |
| Німеччина (BVMI)      | Платиновий   |
| Польща (ZPAV)         | Золотий      |
| США (RIAA)            | Платиновий   |
| Франція (SNEP)        | Діамантовий  |